# Cowboys from Hell
Cowboys from Hell – studyjny album amerykańskiego zespołu Pantera, nagrany w Pantego Sound Studio (Pantego). Wydany został 24 lipca 1990 roku przez Atlantic Recording Corporation. Producentem płyty był Terry Date. Był on również odpowiedzialny za miksowanie albumu. Masteringiem zajął się Howie Weinberg w Nowym Jorku. Krążek został  rozprowadzony przez Power Metal Music, Cota Music, BMI. Na płycie znajduje się prawie godzina metalowej muzyki, zawarta w 12 szybkich utworach.
Cowboys from Hell znalazło się na 27. miejscu na liście "The Billboard Music Charts Top Heatseekers" oraz na 19. miejscu na liście IGM najbardziej wpływowych heavymetalowych albumów wszech czasów. W październiku 2006 roku album został ponownie doceniony tym razem przez magazyn Guitar World i umieszczony na 11. miejscu listy 100 gitarowych albumów wszech czasów.
Piosenka "Cowboys from Hell" znalazła się w grze "Guitar Hero" na PlayStation 2.

## Lista utworów
1. "Cowboys from Hell" – 4:06
2. "Primal Concrete Sledge" – 2:13
3. "Psycho Holiday" – 5:19
4. "Heresy" – 4:45
5. "Cemetery Gates" – 7:03
6. "Domination" – 5:02
7. "Shattered" – 3:21
8. "Clash with Reality" – 5:15
9. "Medicine Man" – 5:15
10. "Message in Blood" – 5:09
11. "The Sleep" – 5:47
12. "The Art of Shredding" – 4:16

## Twórcy
- Phil Anselmo – śpiew
- Vinnie Paul – perkusja
- Dimebag Darrell – gitara
- Rex "Rocker" Brown – gitara basowa

## Pozycje na listach
| Lista       | Kraj              | Pozycja |
| ----------- | ----------------- | ------- |
| Heatseekers | Stany Zjednoczone | 27      |